# Jagdhaus (Längauer Alm)
Das Jagdhaus auf der Längauer Alm ist eine Hütte im Urschlauer Forst in der Gemeinde Ruhpolding.
Das Jagdhaus sowie das zugehörige Verwalterhaus stehen unter Denkmalschutz und sind unter der Nummer D-1-89-140-167 in die Bayerische Denkmalliste eingetragen.

## Baubeschreibung
Beim Jagdhaus der Familie von Siemens auf der Längauer Alm handelt es sich um einen eineinhalbgeschossigen Blockbau über einem gemauerten Erdgeschoss mit Lüftlmalerei. Das Gebäude ist an der Firstpfette mit dem Jahr 1911 bezeichnet. Der Grundriss misst 12 m × 15 m. Die Fenster sind mit reichgeschmückten Faschen verziert, ein Fenster ist als Blindfenster ausgeführt. Von beiden Traufseiten aus ist der Zugang zum Gebäude möglich. Der geschotterte Vorhof, der sog. Vouhaagl, umschließt das Gebäude auf drei Seiten. Im Vorhof befindet sich auch ein hölzerner Trog, ein sog. Grand mit einer Brunnensäule.
Das zugehörige Verwalterhaus mit Blockbau-Obergeschoss und Außentreppe ist an der Firstpfette ebenfalls mit dem Jahr 1911 bezeichnet. Im Erdgeschoss befinden sich zwei Tore, das Obergeschoss kann von beiden Giebelseiten aus betreten werden.

## Geschichte
Das Jagdhaus auf der Längauer Alm gehörte – ebenso wie die Siemens-Jagdhütte auf der Haaralm – der Unternehmerfamilie Siemens.

## Lage
Jagd- und Verwalterhaus befinden sich am westlichen Ende der Längauer Alm auf einer Höhe von 930 m ü. NN.
Die Alm befindet sich im Urschlauer Forst südlich des Hochfelln und südöstlich des Hochgern, eingebettet zwischen Gründberg und Lochköpfel und umfasst eine Weidefläche von 9 Hektar.